# Петров, Вадим (композитор)
Вадим Петров (чеш. Vadim Petrov; 24 мая 1932[…], Прага[…] — 7 декабря 2020) — чешский композитор, пианист и преподаватель музыки. Автор 1400 музыкальных произведений: симфонических, инструментальной музыки, хоровой музыки, музыки к фильмам и мультипликационным сериалам.

## Биография
Вадим Петров является сыном русского врача Вадима В. Петрова, потомка княжеского рода Репниных-Репнинских, ведёт свою родословную от 842 года. Дед — Василий Петров (1872—1949) также жил в Праге, был важной личностью для русской общественной жизни в Чехии, связанной с Православным храмом св. Кирилла и Мефодия, а также близко дружил с епископом Гораздом (Павликом) и капелланом Владимиром Петреком, принявшими мученическую смерть от нацистов за участие в Движении Сопротивления. Семейная история говорит о том, что в ночь перед арестом епископ Горазд (канонизирован Православной церковью земель Чешских и Словакии) был в гостях у семьи Петровых.
Мать — Адела, уроженка г. Турнов, была солисткой Певческого общества пражских учительниц, старейшего женского хора в Богемии.
Под влиянием хоровых произведений, услышанных в детстве, сочинил свои «библейские песни» в самом раннем возрасте для своей матери, а после своего первого публичного выступления в костеле Матери Божьей в Старом Болеславе его лично поздравил маэстро Богуслав Фёрстер, известный чешский композитор того времени.
Вадим Петров воспитывался в среде, типичной для интеллектуального общества Первой Республики. Учёба и экзамены сочетались с посещением концертов хора, где пела мама, и православных богослужений, к чему приучал дедушка.
Любовь к Родине была пробуждена дедом со стороны матери, Йозефом Тумой, который регулярно брал его с собой в поездки по стране. С ним он побывал в предгорьях Krkonoš, Turnova, Jilemnice или ездил в Polubné к близкому родственнику Йозефу Калфусу, министру финансов Чехословакии,
Уже в шесть лет он начал изучать скрипку с профессором Вольфовой, профессором Шилхавем, а потом стал учиться игре на фортепиано у профессора Хедриховой, теорию музыки постигал с профессором Габриелом — учеником чешского композитора Зденека Фибиха.
В 1945 году он начал изучать орган у хормейстера Йозефа Клазара в Стара Болеславе.
Уже в это время были написаны первые композиции Winter Mood, Skřivánčí písně, Night of Songs и другие.
В период с 1944 по 1951 год будущий композитор учился в Русской гимназии на Панкраце в Праге. Здесь он познакомился с историей страны своих предков, культурой и прежде всего музыкой великих русских композиторов. Сначала он пел в гимназическом хоре, а затем стал его дирижёром.
После учёбы в Русской гимназии он был принят на учёбу в Пражскую академию музыки по классам композиции и фортепьяно. Преподавателями на курсе были известные композиторы — проф. Милослав Кабелач, проф. Ярослав Ржидку, проф. Вацлав Троян и проф. Вацлав Добиаш.
Во время учёбы в Академии он активно интересовался народным музыкальным творчеством, изучением и обработкой чешских, моравских и словацких народных мотивов. Ещё больше, однако, создавал классических произведений: фуги и сонаты. В 1956 году окончил Академию, в качестве дипломной работы, представив «Симфоническую поэму Витков» — музыкальное осмысление исторической победы гуситов над императором Сигизмундом в Праге.
В 1958 году он основал на базе Муниципального дома в Праге (Obecny dům) Народную Консерваторию, чтобы музыканты, интересующиеся народной музыкой, не имевшие ранее специального образования, могли совершенствовать своё мастерство и готовиться к квалификационным экзаменам. Вокруг Вадима Петрова собрался профессиональный и целеустремленный коллектив, что позволило музыкантам «из народа» получать очень хорошее образование, и вскоре это переросло рамки первоначального замысла развития народного творчества. Было сформировано несколько образовательных программ на четырёх курсах, которые предлагали обучение вокальному искусству, дирижёрскому искусству, игре на музыкальных инструментах, музыкальному театру. Опыт был таким успешным, что по примеру Народной Консерватории аналогичные школы были созданы в Братиславе, Пльзене, в Будапеште, Берлине и Граце.
В 1990 году он получил разрешение наследников музыканта на переименование школы, ныне называемой Консерваторией Ярослава Ежека.
После 1968 года в результате политических ограничений, последовавших после Пражской весны, ему пришлось покинуть пост директора Народной консерватории. Также ему запретили всю художественную деятельность на радио, телевидении и в кино. С помощью своих друзей он занял должность профессора в Консерватории им. Дж. Дейла, где основал квартет для слабовидящих музыкантов. История этого квартета вдохновила писателя М. Циннера на создание сценария для телевизионного фильма «Chvíle pro píseň trubky» режиссёра Людвига Райджа. Фильм выиграл Международный телевизионный фестиваль в Монте-Карло в 1981 году, получив главный приз, Золотую нимфу. В фильме Вадим Петров сыграл роль профессора.
После периода опалы он вернулся в Прагу в 1976 году и до 1992 года работал профессором теории композиции и музыки Пражской консерватории.

## Произведения

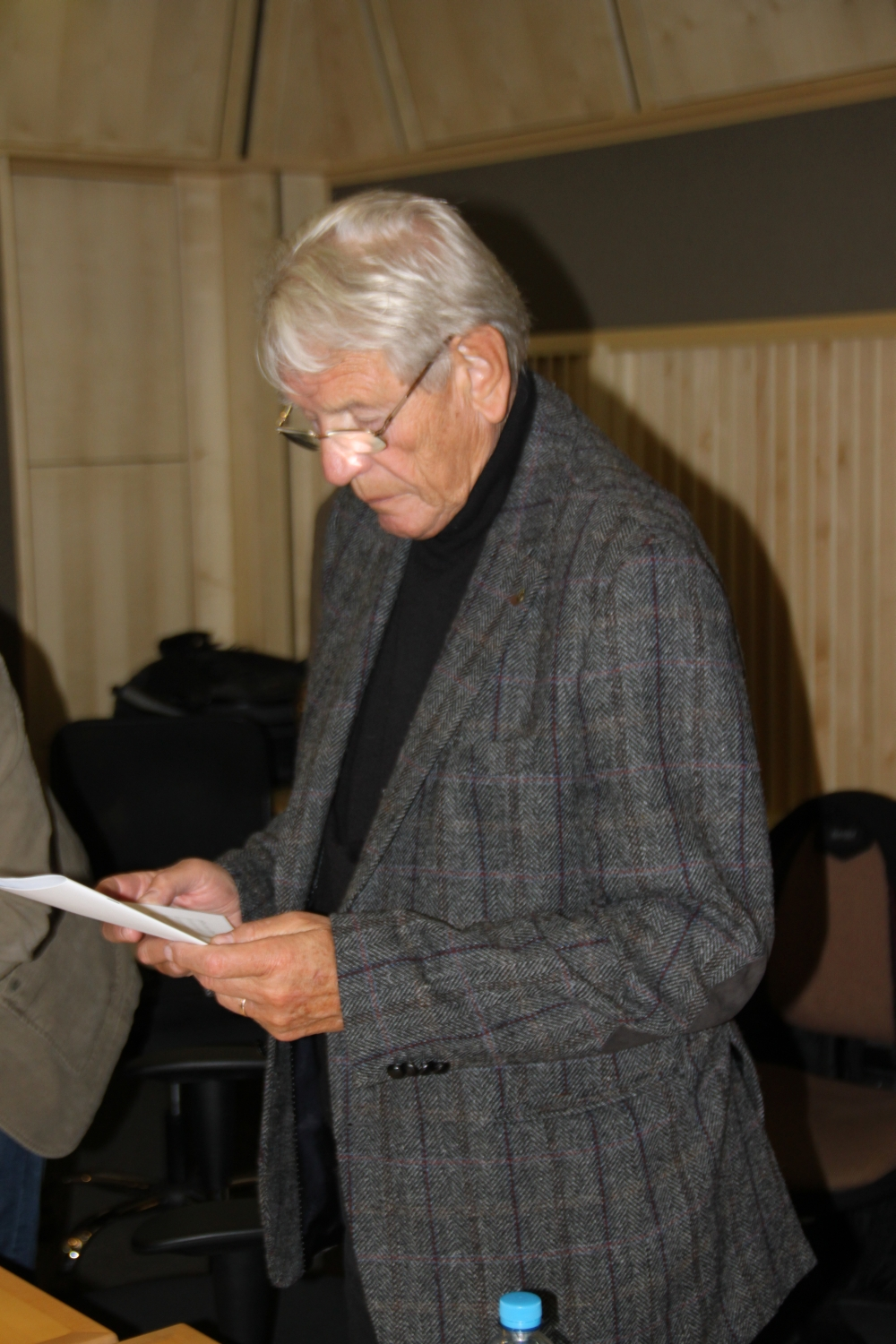
Вадим Петров

Композитор Вадима Петров создал и записал более 1400 произведений:
- 23 Симфонические композиции;
- 80 инструментальных произведений;
- 3000 хоровых произведений;
- 245 популярных мелодий;
- 37 обработанных народных песен;
- 244 саундтрека для телевизионных фильмов и программ;
- Музыка к 173 художественным фильмам;
- Музыка более 300 анимационных фильмов[5];
- Музыка к 45 театральным постановкам и другие.

## Семья
В 1954 году женился на Марте Вотапковой, от неё троих детей: Вадима, Татьяну и Катерину, а также внучку супермодель Линду Войтову, внука Мартина Фишара.

## Награды и премии

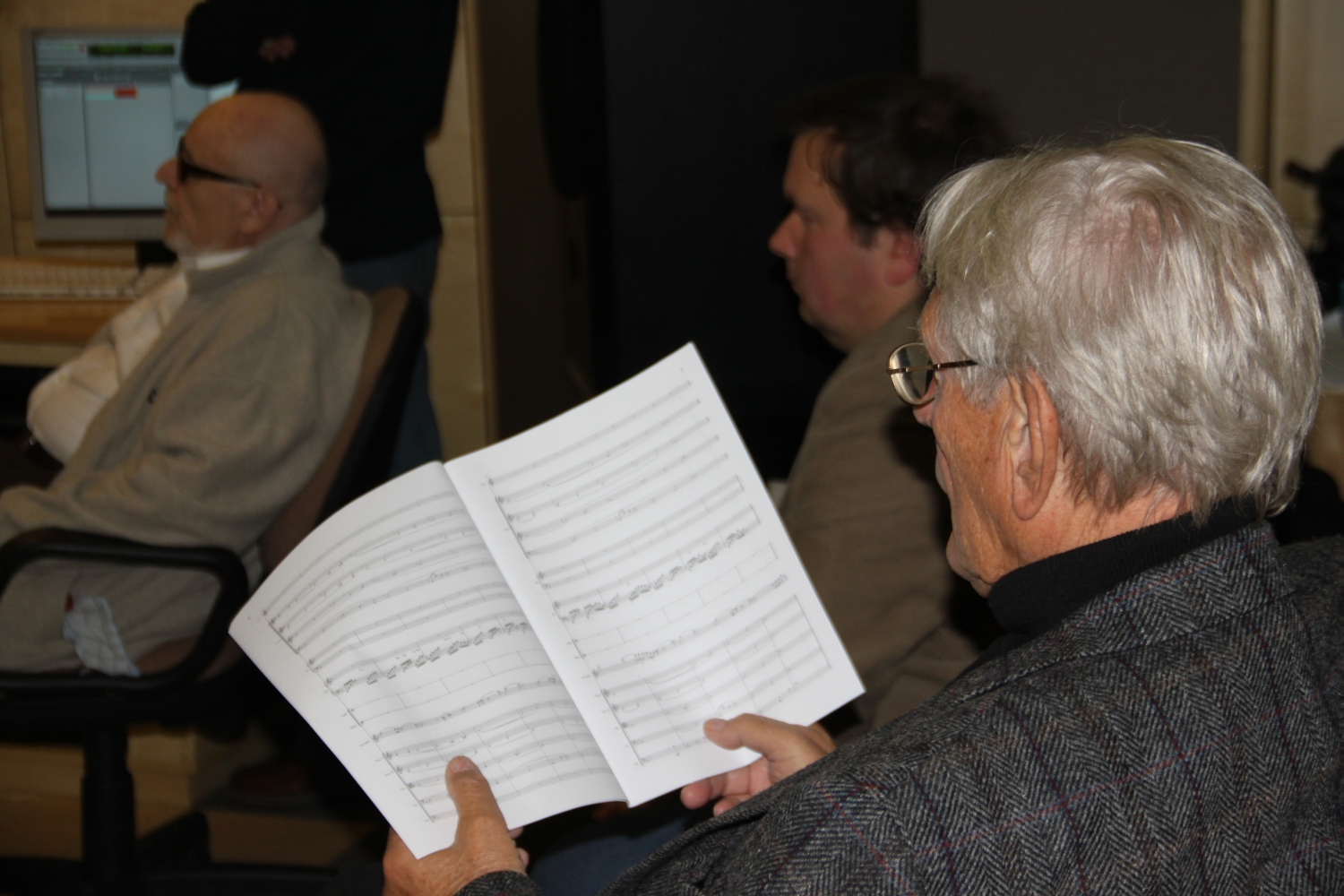
Вадим Петров

- Медаль «За заслуги» I степени (2018).
- Орден Дружбы (26 октября 2019 года, Россия) — за заслуги в укреплении дружбы и сотрудничества между народами, плодотворную деятельность по сближению и взаимообогащению культур наций и народностей[6].
- Обладатель приза Золотая пластинка SUPRAPHON (2001).
- Платиновая пластинка SUPRAPHON (2003).
- Обладатель золотого приза Чешской организации по защите авторских прав (OSA 2015) как один из наиболее часто исполняемых современных композиторов,
- Премия Золотая Нимфа (Монте-Карло) за лучшую музыку к телевизионному фильму и многих других чешских и международных премий.